# Перзереано (Удине)
Перзереано је насеље у Италији у округу Удине, региону Фурланија-Јулијска крајина.
Према процени из 2011. у насељу је живело 102 становника. Насеље се налази на надморској висини од 53 м.